# قطعنامه ۹۱۵ شورای امنیت
قطعنامه ۹۱۵ شورای امنیت سازمان ملل متحد که در تاریخ ۰۴ مه ۱۹۹۴ تصویب شد، سندی بین‌المللی دربارهٔ منازعه چاد و لیبی است. این قطعنامه طی نشست ۳۳۷۳ام با ۱۵ رای موافق، ۰ مخالف و ۰ ممتنع تصویب شد.